# Mimanhammus enganensis
Mimanhammus enganensis là một loài bọ cánh cứng trong họ Cerambycidae.